# بينيي (مغنية)
ستيلا روز بينيت  (ولدت في 30 يناير 2000)،   المعروفة باسم Benee  هي مغنية وكاتبة أغاني نيوزيلندية من أوكلاند . في كل من 2019 و 2020، على التوالي فازت بأغنية السنة ، أفضل فنانة منفردة وأفضل فنانة في موسيقى البوب في جوائز الموسيقى نيوزيلندا . اكتسبت Benee شهرة محلية في البداية مع أغنيتها المنفردة " Glitter " و " Soaked " ، قبل أن تحظى أغنيتها المنفردة " Supalonely " لعام 2019 بشعبية دولية بعد نجاحها على منصة مشاركة الفيديو تيك توك . أصدرت Benee لاحقًا ألبومها الأول Hey UX في نوفمبر 2020.

## الحياة الشخصية
في مقابلة مع نيوزيلاند هيرالد ، كشفت بينيي أنها تعاني من عسر القراءة . وصفت أيضًا تجارب طفولتها مع كتابة الأغاني: 
في المدرسة كنت أعاني مع الكتابة. . . . أحببت الكتابة الإبداعية ، كان هذا ما أحببته ، لكنني كنت أرتكب الأخطاء دائمًا ، وكنت مقيدة بهذه الطريقة التي يجب أن أكتب بها. . . . كانت كتابة الأغاني بالنسبة لي هي المكان الذي لا يجب أن أكون فيه صحيحة نحويًا. تعلم الحرفة مع [جوش فاونتن] ، عندما كان يشارك كل خبرته -. إنه منفذ عاطفي رائع بالنسبة لي ؛ أنا فقط أحب رش ما أشعر به على الأغاني.